# Gyöngyös (stacja kolejowa)
Gyöngyös (węg. Gyöngyös vasútállomás) – stacja kolejowa w Gyöngyös, w komitacie Heves, na Węgrzech. 
Stacja znajduje się na lokalnej linii 85 Vámosgyörk – Gyöngyös i obsługuje pociągi regionalne.

## Linie kolejowe
- Linia 85 Vámosgyörk – Gyöngyös